# Castelli Calepio
Castelli Calepio (lombardul: Castèi Calèpe) település Olaszországban, Lombardia régióban, Bergamo megyében. Lakosainak száma 10 295 fő (2023. január 1.). Castelli Calepio Grumello del Monte, Credaro, Capriolo, Gandosso és Palazzolo sull’Oglio községekkel határos.

## Népesség
A település lakossága az elmúlt években az alábbi módon változott:
| Lakosok száma | 10 430 | 10 453 | 10 295 |
|               | 2017   | 2018   | 2023   |